# An Dương (phường)
An Dương là một phường thuộc quận Lê Chân, thành phố Hải Phòng, Việt Nam.

## Địa lý
Phường An Dương có vị trí địa lý:
- Phía đông giáp phường Dư Hàng Kênh và phường Trần Nguyên Hãn
- Phía tây giáp quận Kiến An
- Phía nam giáp phường Vĩnh Niệm
- Phía bắc giáp phường An Biên.

Phường An Dương có diện tích 1,31 km², dân số năm 2023 là 47.966 người, mật độ dân số đạt 36.615 người/km².

## Lịch sử
Ngày 15 tháng 1 năm 1981, UBND TP. Hải Phòng ban hành Quyết định số 83/QĐ-UBND về việc
- Thành lập phường An Dương thuộc quận Lê Chân.
- Thành lập phường Niệm Nghĩa thuộc quận Lê Chân.

Ngày 25 tháng 9 năm 1981, Hội đồng Bộ trưởng ban hành Quyết định số 89-HĐBT về việc chia phường An Dương và phường Lam Sơn thành 3 phường: An Dương, Lam Sơn, Trần Nguyên Hãn.
Ngày 10 tháng 1 năm 2004, Chính phủ ban hành Nghị định số 18/2004/NĐ-CP về việc thành lập phường Nghĩa Xá trên cơ sở 64 ha diện tích tự nhiên và 13.779 nhân khẩu của phường Niệm Nghĩa.
Sau khi điều chỉnh địa giới hành chính, phường Niệm Nghĩa còn lại 45,91 ha diện tích tự nhiên và 11.913 nhân khẩu.
Ngày 20 tháng 7 năm 2022, HĐND TP. Hải Phòng ban hành Nghị quyết số 26/NQ-HĐND về việc:
1. Phường An Dương
- Sáp nhập tổ dân phố số 2 vào tổ dân phố số 1.
- Thành lập tổ dân phố số 2 trên cơ sở tổ dân phố số 4 và tổ dân phố số 5.
- Sáp nhập tổ dân phố số 6 vào tổ dân phố số 3.
- Thành lập tổ dân phố số 4 trên cơ sở 3 tổ dân phố: số 7, số 8, số 12 và một phần của tổ dân phố số 13.
- Thành lập tổ dân phố số 5 trên cơ sở 2 tổ dân phố: số 9, số 10 và một phần của tổ dân phố số 11.
- Thành lập tổ dân phố số 6 trên cơ sở tổ dân phố số 14, một phần của tổ dân phố số 15 và một phần của tổ dân phố số 11.
- Thành lập tổ dân phố số 7 trên cơ sở 2 tổ dân phố: số 16, số 17, một phần của tổ dân phố số 13 và một phần của tổ dân phố số 15.

2. Phường Nghĩa Xá
- Sáp nhập tổ dân phố số 2 và tổ dân phố số 3 vào tổ dân phố số 1.
- Thành lập tổ dân phố số 2 trên cơ sở 2 tổ dân phố: số 4, số 10 và một phần của tổ dân phố số 5.
- Thành lập tổ dân phố số 3 trên cơ sở 2 tổ dân phố: số 6, số 7 và một phần của tổ dân phố số 5.
- Thành lập tổ dân phố số 4 trên cơ sở 3 tổ dân phố: số 8, số 9, số 11.
- Thành lập tổ dân phố số 5 trên cơ sở tổ dân phố số 13, một phần của tổ dân phố số 12, một phần của tổ dân phố số 14.
- Thành lập tổ dân phố số 6 trên cơ sở 2 tổ dân phố: số 15, số 16, một phần của tổ dân phố số 12, một phần của tổ dân phố số 14.
- Thành lập tổ dân phố số 7 trên cơ sở 3 tổ dân phố: số 17, số 18, số 23.
- Thành lập tổ dân phố số 8 trên cơ sở 3 tổ dân phố: số 19, số 20, số 21.
- Thành lập tổ dân phố số 9 trên cơ sở tổ dân phố số 22 và tổ dân phố số 24.
- Thành lập tổ dân phố số 10 trên cơ sở 3 tổ dân phố: số 25, số 26, số 28.
- Thành lập tổ dân phố số 11 trên cơ sở tổ dân phố số 27 và tổ dân phố số 29.

3. Phường Niệm Nghĩa
- Thành lập tổ dân phố số 1 trên cơ sở 3 tổ dân phố: số 22, số 23, số 24.
- Thành lập tổ dân phố số 2 trên cơ sở 2 tổ dân phố: số 17, số 21 và một phần của tổ dân phố số 16.
- Thành lập tổ dân phố số 3 trên cơ sở 2 tổ dân phố: số 14, số 15 và một phần của tổ dân phố số 16.
- Thành lập tổ dân phố số 4 trên cơ sở 2 tổ dân phố: số 18, số 19 và một phần của tổ dân phố số 20.
- Thành lập tổ dân phố số 5 trên cơ sở 2 tổ dân phố: số 12, số 13 và một phần của tổ dân phố số 20.
- Sáp nhập tổ dân phố số 7, một phần của tổ dân phố số 3, một phần của tổ dân phố số 5 vào tổ dân phố số 6.
- Thành lập tổ dân phố số 7 trên cơ sở 2 tổ dân phố: số 8, số 9 và một phần của tổ dân phố số 10.
- Thành lập tổ dân phố số 8 trên cơ sở tổ dân phố số 11 và một phần của tổ dân phố số 10.
- Thành lập tổ dân phố số 9 trên cơ sở tổ dân phố số 4, một phần của tổ dân phố số 3, một phần của tổ dân phố số 5.
- Thành lập tổ dân phố số 10 trên cơ sở tổ dân phố số 1 và tổ dân phố số 2.

Ngày 24 tháng 10 năm 2024, Ủy ban Thường vụ Quốc hội ban hành Nghị quyết số 1232/NQ-UBTVQH15 về việc sắp xếp đơn vị hành chính cấp huyện, cấp xã của thành phố Hải Phòng giai đoạn 2023 – 2025 (nghị quyết có hiệu lực từ ngày 1 tháng 1 năm 2025). Theo đó, sáp nhập toàn bộ 0,54 km² diện tích tự nhiên, quy mô dân số là 17.948 người của phường Niệm Nghĩa và toàn bộ 0,56 km² diện tích tự nhiên, quy mô dân số là 18.439 người của phường Nghĩa Xá vào phường An Dương.
Phường An Dương có 1,31 km² diện tích tự nhiên và quy mô dân số là 47.966 người.

## Xã hội
Giáo dục trên địa bàn phường An Dương:
- Trường THPT Trần Nguyên Hãn.
- Trường THCS Nguyễn Bá Ngọc.
- Trường Nguyễn Đức Cảnh.
- Đình An Dương.

## Giao thông
- Phố Tôn Đức Thắng.
- Phố An Dương.
- Phố Nguyễn Công Hòa.
- Phố Phạm Huy Thông.